# الزعلاء (بعدان)

تعديل مصدري - تعديل

الزعلاء محلة تابعة لقرية بيت البعدانى، التابعة لعزلة الدعيس بمديرية بعدان إحدى مديريات محافظة إب في الجمهورية اليمنية، بلغ تعداد سكانها 267 حسب تعداد اليمن لعام 2004.